# مجموعه توانی

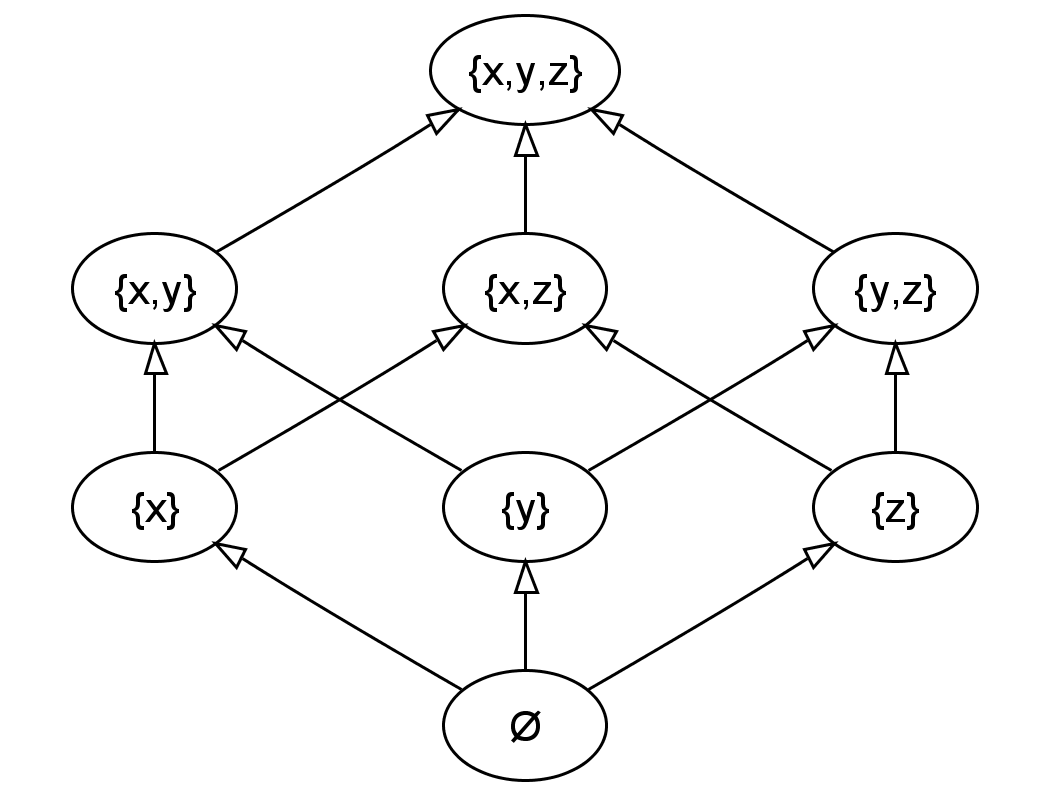
مجموعه‌ی توانی

در ریاضیات، مجموعه توانی هر مجموعه‌ی S، که به صورت {\displaystyle {\mathcal {P}}(S)}، P(S)، ℘(S)، 2S نوشته می‌شود، مجموعه‌ای از همهٔ زیرمجموعه‌های S است که شامل مجموعهٔ تهی و خود مجموعهٔ S نیز می‌شود. در نظریهٔ اصل موضوعی مجموعه‌ها (آنچنان که برای مثال در اصل موضوع ZFC توسعه پیدا کرده) وجود مجموعهٔ توانی هر مجموعه توسط اصل موضوع مجموعه توانی بدیهی شمرده شده‌است.
هر زیرمجموعه‌ای از {\displaystyle {\mathcal {P}}(S)} خانواده‌ای از مجموعه‌ها بر s نامیده می‌شود.

## مثال
اگر S مجموعهٔ {x، y، z} باشد، آنگاه زیرمجموعه‌های S این‌ها هستند:
- {} (مجموعه تهی)
- {x}
- {y}
- {z}
- {x، y}
- {x، z}
- {y، z}
- {x، y، z}

و بنابراین مجموعهٔ توانی {\displaystyle S=\left\{x,y,z\right\}} اینچنین است:
{\displaystyle {\mathcal {P}}(S)=\left\{\{\},\{x\},\{y\},\{z\},\{x,y\},\{x,z\},\{y,z\},\{x,y,z\}\right\}\,\!.}